# Dinastia Almohadă
Dinastia almohadă (berberă Imweḥḥden, din arabă الموحدون, transliterat al-Muwaḥḥidun, “monoteiștii” sau “unitarienii”) a fost o dinastie musulmană marocană fondată în secolul al XII-lea care a dus la înființarea unui stat berber în regiunea Tinmel în munții Atlas, în jurul anilor 1120. 
Mișcarea a fost începută de Ibn Tumart din tribul Masmuda, urmat de Abd al-Mu’min al-Gumi între anii 1130 și 1163, când acesta a murit; almohazii i-au învins pe almoravizi, extinzându-și aria de influență peste tot Magrebul. Andaluzia a avut aceeași soartă sub dinastia almoravidă ca și Africa.
Almohazii au dominat peninsula Iberică până în 1212 atunci când Muhammad III “al-Nasir” (1199-1214) a fost învins în bătălia de la Las Navas de Tolosa din Sierra Morena de o alianță a prinților creștini din  Aragon, Navarre și Portugalia. Aproape toate puterile maure din peninsula Iberică s-au pierdut, inclusiv orașele Cordoba și Sevillia care vor fi câștigate de creștini în 1236 și 1248.
Almohazii au continuat să domine Africa până când pierderea de teritorii datorată revoltei triburilor și a districtelor a înlesnit ridicarea la putere a inamicilor lor cei mai de temut, dinastia marinidă în 1215. Ultimul descendent al dinastiei, Idris al-Wathiq, și-a exersat puterea asupra orașului Marrakesh, acolo unde va fi și omorât de către un sclav în anul 1269; dinastia marinidă va ocupa Marrakesh-ul, punând astfel capăt dominației almohade din vestul Magrebului.

## Istorie

### Origini
Mișcarea almohadă a început o dată cu Ibn Tumart, un membru al unei confederații tribale berbere a munților Atlas din sudul Marocului, cunoscută sub numele de Masmuda. În acel timp, Marocul și majoritatea Magrebului și Spaniei (Andaluzia) se aflau sub dominația almoravizilor, o dinastie berberă cunoscută sub numele de Sanhaja. Încă de la o vârstă fragedă, Ibn Tumart a plecat în Spania pentru a-și continua studiile și de acolo va pleca la Bagdad pentru a-și aprofunda cunoștințele. La Bagdad, Ibn Tumart s-a apropiat de școala teologică al-Ash’ari și a ajuns sub aria de influență a lui al-Ghazali. Foarte curând după aceasta, el își va dezvolta propriul sistem, combinând doctrinele diverșilor învățați. Scopul principal al lui Ibn Tumart a fost unitarianismul (tawhid), ceea ce nega existența independentă a atributelor lui Dumnezeu ca fiind incompatibile cu unitatea sa, susținând astfel o idee politeistă. Ibn Tumart a reprezentat o revoltă împotriva ideii de antropomorfism din ortodoxia musulmană. Susținătorii săi sunt cunoscuți drept almohazi (al-Muwahhidun), însemnând cei ce afirmă unitatea lui Dumnezeu.
După ce s-a întors în Magreb în jurul anului 1117, Ibn Tumart a petrecut ceva timp în diferite orașe Ifriqiyan, o zonă care cuprinde regiunile de coastă din vestul Libiei moderne, Tunisia șiestul Algeriei, predicând și începând revolte împotriva magazinelor de băuturi alcoolice și a altor manifestări de lipsă de disciplină.
El a dat vina pe dinastia almoravidă, pe care a acuzat-o de obscurantism și impietate. S-a opus sponsorizării școlii de jurisprudență malikită. Acesta va fi mutat dintr-un oraș în altul de către autoritățile săturate de atitudinea sa. După ce a fost alungat din Bejaia, Ibn Tumart s-a instalat în Mellala, la marginea orașului, acolo unde va avea primii discipoli- cei mai importanți fiind al-Bashir și Abd al-Mu’min.
În 1120, Ibn Tumart și mica sa echipă de discipoli pleacă spre Maroc, oprindu-se întâi în Fez, acolo unde o va ataca pe sora emirului almoravid, ‘Ali ibn Yusuf, pentru că umbla neacoperită, precum femeile din triburile berbere. După ce va fi alungat din Fez, se va duce în Marrakesh, acolo unde îl va urmări pe emirul almoravid, Ali ibn Yusuf, până într-o moschee, și îl va atrage pe acesta și pe cei mai importanți învățați ai locului într-o discuție despre doctrină. După discuție, învățații au ajuns la concluzia că ideile lui Ibn Tumart erau blasfematoare și el era periculos, și au îndemnat ca Ibn Tumart să fie omorât sau închis. Însă emirul almoravid a decis că acesta să fie alungat din oraș.
Ibn Tumart s-a refugiat printre oamenii săi, în Hargha, în orașul său de baștină, Igiliz, în valea Sous. Se va retrage într-o peșteră din apropiere, și va duce o viață ascetică, ieșind doar pentru a-și predica programul puritan reformator, atrăgând mulțimi de oameni din ce în ce mai mari. În timp, spre sfârșitul Ramadanului din anul 1121, după o predică emoționantă, observând imposibilitatea de a-i convinge pe almoravizi de nevoia unei reforme, Ibn Tumart a susținut că el este adevăratul Mahdi, un justițiar divin, și va fi acceptat de către publicul său ca fiind acest Mahdi de mult așteptat. Această afirmație a reprezentat o declarație de război la adresa statului almoravid.
La sfatul adepților săi, Omar Hintati, o căpetenie proeminenta a Hintata, Ibn Tumart și-a părăsit peștera în 1122 și a urcat în munții Atlas, pentru a organiza mișcarea almohadă printre triburile Masmuda. Pe lângă tribul său, Hargha, Ibn Tumart și-a asigurat susținerea triburilor Ganfisa, Gadmiwas, Hintata, Haskura și Hazraja. În jurul anului 1124, Ibn Tumart a ridicat o fortăreață în Tinmel, în valea Nfis, în munții Atlas, un complex fortificat de nepătruns, care a servit ca centru spiritual și militar, fiind sediul central al mișcării almohade.
În primii opt ani, rebeliunea almohadă s-a limitat la un război de gheria de-a lungul vârfurilor și a ravenelor munților Atlas. Pierderea principală a fost transformarea drumurilor și a munților care treceau la sud de Marrakesh în locuri nesigure, amenințând ruta către orașul Sijilmassa. Imposibilitatea de a trimite destui oameni pentru a-i disloca pe almohazi, autoritățile almoravide s-au împăcat cu idea că trebuie să construiască fortărețe puternice (cea mai faimoasă fortăreața este Tasghimout), între timp fiind capabili să caute rute alternative, mai ușor de străbătut. 

Ibn Tumart i-a organizat pe almohazi într-o comună, cu o structură bine definită. În cetrul structurii se aflau ahl ad-dar (casa lui Mahdi, compusă de familia lui Ibn Tumart); la aceștia, se adaugă 2 consilii, un consiliu intern, consiliul secret al lui Mahdi, compus din primii și cei mai apropiați adepți, și consiliul consultativ ai celor cincizeci, compus din învățații de seamă ai triburilor Masmuda. Primii predicatori și misionari (Talba și Huffaz) își aveau și ei reprezentanții lor. Din punct de vedere militar, există o ierarhie foarte strictă. Tribul Hargha era primul, apoi reprezentanții tribului Tinmel, urmați de celelalte triburi Masmuda, ierarhia fiind închisă de sclavii negri, cunoscuți și ca abid. Fiecare unitate avea o ierarhie internă strictă, condusă de un mohtasib, și împărțită în două facțiuni: una pentru cei dintâi partizani, cea de-a doua pentru partizanii veniți mai târziu, fiecare dintre aceste două grupuri fiind conduse de un mizwar (sau amswaru); apoi urmau sakkakin (trezorierii), cei care colectau taxele, apoi armata (jund), grupurile religioase – muezinii, hafidh-ii și hizb-ii, urmați de arcași și sclavi. Cel mai apropiat companion al lui Ibn Tumart, al-Bashir, și-a asumat rolul de comisar politic, impunând disciplina doctrinală printre oamenii triburilor Masmuda, câteodată chiar și cu forța.

### Etape ale expansiunii statului almohad
La începutul anilor 1130, almohazii au părăsit munții pentru primul atac de mari dimensiuni în zonele joase. A fost un dezastru. Almoravizii au atacat din oraș și i-au nimicit pe almohazi în bătălia de la al-Buhayra. Almohazii au înregistrat pierderi mari, jumătate din căpeteniile lor le-au fost omorâte în lupta iar supraviețuitorii abia au reușit să-și croiască drum înapoi în munți.
Ibn Tumart a murit la puțin timp după, în august 1130. Faptul că dinastia almohadă nu s-a prăbușit imediat după o astfel de înfrângere și după moartea Mahdiului lor carismatic, este o dovadă a organizației foarte bine pusă la punct de Ibn Tumart în Tinmel. Cu siguranță va fi fost o luptă pentru succesiune, bătălie câștigată de Abd al-Mu’min. În ciuda faptului că era un berber din zona Targa (în Algeria), fiind astfel un străin printre reprezentanții Masmudei din sudul Marocului. Într-un gest ostentativ de sfidare, în 1132, Abd al-Mu’min a condus o operațiune nocturnă curajoasă care a ocupat fortăreața Tasghimout și a dezarmat-o.

### Al-Andalus
Abd al-Mu’min va veni ca un locotenent al imamului ascuns, Ibn Tumart. Între 1130 și 1163 când va muri, Abd al-Mu’min nu doar că a pus bazele murabiților, dar și-a extins puterea peste tot nordul Africii, până în Egipt, devenind emirul Marrakesh-ului în 1149.
Andalusia a avut aceeași soartă ca și cea a Africii. Între 1146 și 1173, almohazii au adus treptat diferitele principate sub aria de influență a almoravizilor. Almohazii au schimbat capitala de la Cordoba la Sevilia, fapt urmat de înființarea unei moschei impunătoare al cărei turn, Giralda, a fost ridicat în 1184, pentru a marca ascensiunea lui Abu Yusuf Ya'qub al-Mansur.
Prinții almohazi au avut o carieră mai lungă și mai distinsă decât cea a almoravizilor. Yusuf I sau Abu Yaqub Yusuf (1163-1184) și Ya’qub I sau Yaqub al-Mansur (1184-1199), succesorul lui Abd al-Mu’min, erau amândoi bărbați capabili. Inițial, guvernul condus de ei a impulsionat mulți evrei și creștini să se refugieze în Portugalia, Castillia și Aragon, state creștine în continuă creștere.În cele din urmă, aceștia vor deveni mai puțin fanatici decât dinastia almoravidă, și Ya’qub al-Mansur era un om desăvârșit care scria într-o arabă curată și îl proteja pe filozoful Averroes. Titlul de “al-Mansur”, “Învingătorul” a fost câștigat în urma bătăliei câștigate în fața lui Alfonso VIII al Castiliei, în bătălia de la Alarcos (1195)

### Anii de ocupație
Statele creștine din peninsula Iberică deveneau din ce în ce mai bine organizate pentru a mai putea fi stăpânite de musulmani, iar almohazii nu au făcut nicio mișcare împotriva acestora,
În 1212, califul almohad, Muhammad al-Nasir (1199-1214), succesorul lui al-Mansur, după o avansare de succes spre nord, va fi învins de alianță dintre cei patru regi creștini: regii din Căștile, Aragon, Navarra și Portugalia. Bătălia a încetinit înaintarea almohadă, însă puterile creștine erau prea dezorganizate pentru a putea profita imediat.
Înainte să moară în 1213, al-Nasir și-a desemnat fiul de 10 ani ca successor. În 1224, tânărul calif a murit într-un accident, fără a avea urmași. Birocrații palatului din Marrakesh, condusi de vizirul Uthman ibn Jam'i, vor pregăti repede alegerile pentru un nou calif, acesta fiind Abd al-Wahid I 'al-Makhlu’. Numirea rapidă a unui nou conducător a supărat celelalte ramuri ale familiei, în special pe frații lui al-Nasir, care a domnit în al-Andalus. Guvernatorul de Murcia se va autoproclama calif. Cu ajutorul fraților săi, acesta va câștiga ușor controlul asupra Andaluziei.

### Atactul violent: Reconquista
În 1225, rebelii lui Abdallah al-Bayyasi's însoțiți de o armată mare spaniolă, au coborât de pe dealuri, asediind orașe precum Jaen și Andujar. Au făcut o incursiune prin regiunile din Jaen, Cordoba și Vega de Granada și, înainte de sfârșitul anului, al-Bayyasi se stabilise deja în orașul Cordoba. Simțind neatenția adversarilor, atât Alfonso IX de Leon și Sancho II al Portugaliei au ordonat începerea unor raiduri pe teritoriul andalus în același an. Raidurile au fost greu de oprit din cauza faptului că majoritatea resurselor almohade, bărbați și bani, fuseseră trimise în Maroc pentru a-l ajuta pe califul al-Adil să se impună în Marrakesh. Spre sfârșitul anului 1225, cu o lejeritate de neînchipuit, invadatorii portughezi au ajuns în împrejurimile orașului Sevilia. Văzându-se întrecuți ca număr, guvernatorii almohazi ai orașului au refuzat să se confrunte cu invadatorii portughezi, instigând populația Seviliei să se ocupe de această problemă pe cont propriu, să înființeze o miliție și să iasă la lupta singuri. Rezultatul a fost un masacru veritabil. Mii de oameni, în jur de 20.000 de suflete, au fost omorâți în fata zidurilor Seviliei. Un dezastru similar s-a abătut asupra luptătorilor înrolați în armata din Murcia la Aspe în același an. Însă creștinii participanți la raid fuseseră opriți la Caceres și Requena. Încrederea în conducerea almohadă fusese pusă la îndoială de aceste evenimente; dezastrele vor fi puse pe seama distracțiilor califului al-Adil, pe seama incompetenței și a lașității locotenenților sai, iar succesul s-a datorat conducătorilor locali care nu făceau parte din dinastia almohadă, cei ce au regrupat apărarea.
Pentru a răsplăti asistența din partea Castilliei, al-Bayyasi îi dăduse lui Ferdinand III trei fortărețe de frontieră strategice: Baños de la Encina, Salvatierra (de lângă Ciudad Real) și Capilla. Dar Capilla a refuzat să se supună, forțându-i pe luptătorii din Castillia să stea în stare de asediu pentru o perioadă lungă de timp. Starea de sfidare curajoasă de care au dat dovadă locuitorii din micul orășel Capilla și imaginea cu al-Bayyasi trimițând provizii pentru asediatorii castilieni i-a șocat pe andaluzieni care s-au întors către califul almohad. O revoltă populară va avea loc în Cordoba- al-Bayyasi a fost ucis iar capul acestuia va fi trimis la Marrakesh drept trofeu. Însă califul al-Adil nu va avea timp să se bucure de aceasta victorie- el va fi asasinat în octombrie 1227, în Marrakesh, de către partizanii lui Yahya, care va fi desemnat, imediat după aceasta, ca noul calif almohad, Yahya “al-Mu'tasim”.
Partea andalusă a dinastiei almohade a refuzat să accepte această schimbare. Fratele lui al-Adil, pe atunci încă în Sevilia, s-a autoproclamat ca fiind noul calif almohad, Abd al-Ala Idris I 'al-Ma'mun'. Acesta va încheia un armistițiu cu Ferdinand III în schimbul a 300,000 de maravedis, permițântu-i astfel să organizeze și să trimită o armată impresionantă în Spania în 1228 pentru a-l confrunta pe Yahya.
În același an, portughezii și-au intensificat incursiunile  pe teritoriul musulman fără încetare. Simțind faptul că dinastia almohadă nu a fost capabil să-i protejeze, revolte populare au izbucnit pe întreg teritoriul andalus. Oraș după oraș, guvernatorii afiliați dinastiei andaluze vor fi înlocuiți de localnici cu mâna de fier. Un conducător murcian, Muhammad ibn Yusuf ibn Hud al-Judhami, care pretindea că făcea parte din dinastia Banu Hud, dinastie care guvernase odată în vechiul oraș Taifa de Saragossa, s-a impus ca figură centrală a acestor revolte, alungând în mod sistematic garnizoanele almohade către Spania centrală. În octombrie 1228, al-Ma'mun a abandonat Sevillia, luând ceea ce mai rămăsese din armata almohadă cu el în Maroc. Ibn Hud va trimite imediat emisari la Bagdad pentru a-l recunoaște pe califul abasid, cu toate că își luase semi titlul de calif "al-Mutawwakil"
Plecarea lui al-Ma'mun din 1228 a marcat sfârșitul erei almohade din Spania. Dar Ibn Hudsi alți locuitori andaluzieni influenți nu au putut să țină piept atacurilor creștine în continuă creștere, lansate aproape în fiecare an de Sancho II de Portugalia, Alfonso IX de León, Ferdinand III de Castilia și James I de Aragon. În următorii 20 de ani, reconquista creștină a avansat: vechle citadele andaluziene vor fi cucerite și alăturate altor regiuni: Merida și Badajoz în 1230 anexată regiunii Leon, Majorca în 1230 -Aragon, Beja în 1234 Portugaliei, Cordoba în 1242 Castilliei, Valencia în 1238 Aragonului, Niebla-Huelva în 1238 Leonului, Silevs în 1242 Portugaliei, Murcia în 1243, Jaen în 1246 și Alicante în 1248 Castilliei, toate acestea culminând cu căderea marilor orașe andaluze, fosta capitala almohadă, Sevillia, în mâinile creștinilor, în anul 1248. Ferdinand III de Castillia va intra în Sevillia ca un cuceritor pe 22 decembrie 1248.
Andaluzii au fost neajutorați în fața acestui masacru.
O dată cu plecarea almohazilor, dinastia Nasrid ("Banū Naṣri" (Arabic: بنو نصر‎)) au venit la putere în Granada. După marea incursiune creștină dintre anii 1228-1248, emiratul din Granada a fost tot ce a rămas în urma andaluzilor. Granada va rămâne independentă pentru încă 250 de ani, dezvoltându-se ca noul centru andaluz. 

### Colapsul înMagreb
În părțile africane unde dețineau controlul, almohazii au incurajat instaurarea creștinilor chiar și în Fez, și după bătălia din Las Navas de Tolosa încheiau chiar alianțe cu regii din Castilia. Istoria declinului lor diferă de cea a dinastiei almoravide, pe care o strămutaseră. Aceștia nu au fost atacați de un mișcare religioasă mare, însă au pierdut teritorii, bucată cu bucată, din cauza revoltelor triburilor și a districtelor. Cei mai de temut inamici erau cei din Banu Marin cei care vor pune bazele următoarei dinastii. Ultimul reprezentant al dinastiei, Idris II, 'al-Wathiq', va avea putere doar asupra Marrakeshului, unde va fi omorât de un sclav în 1269.

### Statutul nemusulmanilor
Almohazii, care puseseră stăpânire pe teritoriile almoravide magrebiene și andaluze în 1147, îi tratau pe dhimmis (nemusulmani) foarte urât. Rapoartele din acea perioadă descriu cum, după o perioadă liniștită de 7 luni, almohazii au omorât sau au convertit cu forța comunitățile evreiești din fiecare nou oraș cucerit până când „nu a mai rămas niciun evreu din Silves până în Mahdia”. Sunt descrise cazuri de martirii in masa a evreilor care refuzau să se convertească la Islam. Abraham Ibn Ezra (1089-1164) care a fugit și el de presecutiile almohazilor, a compus o elegie plângând distrugerea numeroaselor comunități evreiești din întreaga Spanie și Magreb sub dominația almohazilor. Mulți evrei au fugit de pe teritoriile aflate sub conducerea almohazilor către teritoriile creștine, în timp ce alții, precum familia lui Maimonide, au fugit în est, spre teritorii musulmane mai tolerante. Exista totuși surse de la începutul perioadei almohade care atestă existența unor negustori evrei care lucrează în nordul Africii.
Tratamentul la care au fost supuși evreii sub conducerea almohadă a reprezentat o schimbare drastică comparativ cu atitudinea mult mai tolerantă față de aceștia de la începuturi. În timpul Califatului de Cordoba, cultura evreiască a atins epoca de aur. Maria Rosa Menocal, un specialist în literatura iberică de la Universitatea Yale, a susținut idea conform căreia „toleranța a fost un aspect moștenit al societății andaluze”. Cartea lui Menocal „The Ornament of the World” susține că dhimmii evrei care locuiau în interiorul califatului, chiar dacă aveau mai puține drepturi decât musulmanii, trăiau totuși mai bine decât în alte părți din Europa creștină. Evreii din alte părți ale Europei și-au croit drum spre Andaluzia, și în timp ce alte secte creștine erau privite ca fiind eretice de Europa catolică, aceștia nu doar că erau doar tolerați, dar aveau chiar și oportunitatea de a-și exersa practicile religioase. Totuși, o dată cu venirea la putere a dinastie almohade, s-a renunțat la toleranța față de evrei și mulți reprezentanți ai acestei religii vor fi omorâți, alții vor fi forțați să se convertească sau să părăsească teritoriile stăpânite de almohazi. Cei care s-au convertit au fost forțați să poate hainele specifice de vreme ce nu erau priviți ca niște adepți de încredere a noii lor religii. Spre sfârșitul dinastiei almohade, evreii s-au întors fără rețineri la practicarea cultului lor identitar. Totuși, creștinismul din nordul Africii nu a reușit să supraviețuiască persecuțiilor almohade.

## Cultura
Universitățile almohade au continuat știința scriitorilor greci și romani, în timp ce personalitățile contemporane îi includeau pe Averoes și pe filozoful evreu, Maimonide. În termenii jursiprudenței musulmane, statul a recunoscut școala de gândire zahirita, deși shafi'iții aveau și ei autoritate la acea vreme, deși nu toți conducatoriialmohazi erau zahiriți. O parte dintre aceștia nu doar că erau adepți ai școlii legale dar erau și foarte bine documentați în ceea ce îi privea pe adepții școlii. Mai mult chiar, conducătorii almohazi- atât cei religioși cât și cei laici erau ostili în ceea ce însemna școala malikită, preferată de almoravizi. În timpul domniei lui Abu Yaqub, Ibn Maḍāʾ a supravegheat interzicerea oricărei cărți religioase scrisă de non-zahiriți, iar când fiul lui Abu Yaqub, Abu Yusef a ajuns la conducere, acesta i-a ordonat lui Ibn Maḍāʾ să se ocupe personal de incendierea tuturor cărților de acest fel. În ceea ce privește teologia islamică, almohazii erau ash'ariți, combinația dintre doctrinele lor zahirite și ash'arite dând naștere unui amestec complicat de jurisprudență literară și dogme ezoterice. 
Arta în stilul almohad era în esență una orientală, deși majoritatea muncitorilor erau din Andaluzia. Locurile principale ale arhitecturii și artei almohade cumprind orașele Fez, Marrakech, Rabat și Sevillia.
Arta a suferit din cauza interpretării ortodoxe a Coranului, care interzicea reprezentările umane. Drept urmare , tipul de artă care a prevalat în majoritatea teritoriilor almohade a fost arhitectura.
Almohazii au redus decorațiile și au introdus utilizarea găurilor geometrice, scopul fiind exprimarea măreției. O dată cu trecerea secolelor, clădirile au avut o fațadă și structuri din ce în ce mai orientale: moscheile aveau planuri rectangulare, împărțite în nave cu stâlpi, dar și numeroase arcuri în formă de potcoavă. Cele mai comune materiale folosite în arhitectura erau zidăria de cărămidă și mortarul. Influențele străine pot fi văzute în domurile de origine egipteană și, în sectorul civil, cupolele triumfale inspirate de cele din țările de origine. Larg răspândită era și construcția fortificațiilor cu turnuri.
Cele mai importante structuri almohade includ: Giralda, fost moschee din Sevilia (construită în 1171), moscheia Koutoubia și Kasbah-ul din Marrakech, turnul Hassan din Rabat și castelul Atalaya din Andaluzia.

## Lista Califilor Almohazi
- Ibn Tumart 1121–1130
- Abd al-Mu'min 1130–1163
- Abu Ya'qub Yusuf I 1163–1184
- Abu Yusuf Ya'qub 'al-Mansur' 1184–1199
- Muhammad al-Nasir 1199–1213
- Abu Ya'qub Yusuf II 'al-Mustansir' 1213–1224
- Abu Muhammad Abd al-Wahid I 'al-Makhlu' 1224
- Abdallah al-Adil 1224–1227
- Yahya 'al-Mutasim' 1227–1229
- Abu al-Ala Idris I al-Ma'mun, 1229–1232
- Abu Muhammad Abd al-Wahid II 'al-Rashid' 1232–1242
- Abu al-Hassan Ali 'al-Said' 1242-1248
- Abu Hafs Umar 'al-Murtada', 1248–1266
- Abu al-Ula (Abu Dabbus) Idris II 'al-Wathiq' 1266–1269